# Pelly (Saskatchewan)
Pelly est un village situé dans la municipalité rurale de St. Philips No 301 en Saskatchewan au Canada. Il s'agit du lieu habité situé le plus près des sites historiques du fort Livingstone, ancienne capitale des Territoires du Nord-Ouest et anciens quartiers généraux de la Police montée du Nord-Ouest, et du fort Pelly, quartiers généraux du district de la rivière Swan de la Compagnie de la Baie d'Hudson auxquels le village doit son nom. Lors du recensement de 2006, le village avait une population de 287 habitants.